# علی زیتونی
علی زیتونی (عربی: علی زیتونی؛ زادهٔ ۱۱ ژانویهٔ ۱۹۸۱) یک بازیکن فوتبال اهل تونس است.
وی همچنین در تیم ملی فوتبال تونس بازی کرده‌است.